# Lóri-de-pescoço-vermelho
O lóri-de-pescoço-vermelho (Trichoglossus rubritorquis) é uma espécie de papagaio encontrada em habitats arborizados no norte da Austrália (nordeste da Austrália Ocidental, norte do Território do Norte e extremo noroeste de Queensland). Anteriormente, era considerado uma subespécie do lóri-arco-íris, mas hoje a maioria das principais autoridades os considera como espécies separadas. Nenhum outro membro do grupo de lóri-arco-íris tem um colar vermelho-alaranjado sobre a nuca.
Todos os anos, no final da estação seca em Darwin, muitos deles apresentam sintomas de aparente embriaguez. O que causa essa condição não é claro, embora se acredite que seja provavelmente devido a um vírus sazonal. A intoxicação com néctar fermentado foi descartada.

## Taxonomia
Nicholas Aylward Vigors e Thomas Horsfield descreveram o lóri-de-pescoço-vermelho em 1827. O nome da espécie é derivado das palavras latinas ruber e torquis.
A análise molecular usando o citocromo b mitocondrial mostrou que o lóri-de-pescoço-vermelho está mais intimamente relacionado a uma linhagem que deu origem ao lóri-de-vesta-vermelha e ao lóri-de-verte-amarela da Indonésia. É mais distante do lóri-arco-íris, as duas linhagens distintas que colonizam a Austrália de forma independente.
Nenhuma subespécie é reconhecida, e não há variação regional.
Lóri-de-pescoço-vermelho foi designado como o nome comum oficial para a espécie pela União Internacional de Ornitólogos (IOC).

## Descrição
O lóri-de-pescoço-vermelho mede cerca 26 cm (10 in) longo. As penas da cabeça e da garganta são marrom-escuras com hastes azuis. Há uma faixa vermelho-alaranjada na parte de trás do pescoço. O peito é laranja com vermelho. A base do pescoço é azul escuro. As asas são verdes. A conta é vermelha. As pernas e os pés são castanho-acinzentados. Os sexos são semelhantes em plumagem, enquanto o juvenil tem a plumagem mais opaca e o bico escuro.
O lóri-de-pescoço-vermelho distingue-se do lóri-arco-íris pela nuca verde em vez de vermelha, pela falta de um manto azul e mais partes inferiores verde-amarelo. Os dois podem ocorrer onde suas faixas confinam a leste do Golfo de Carpentária.

## Distribuição e habitat

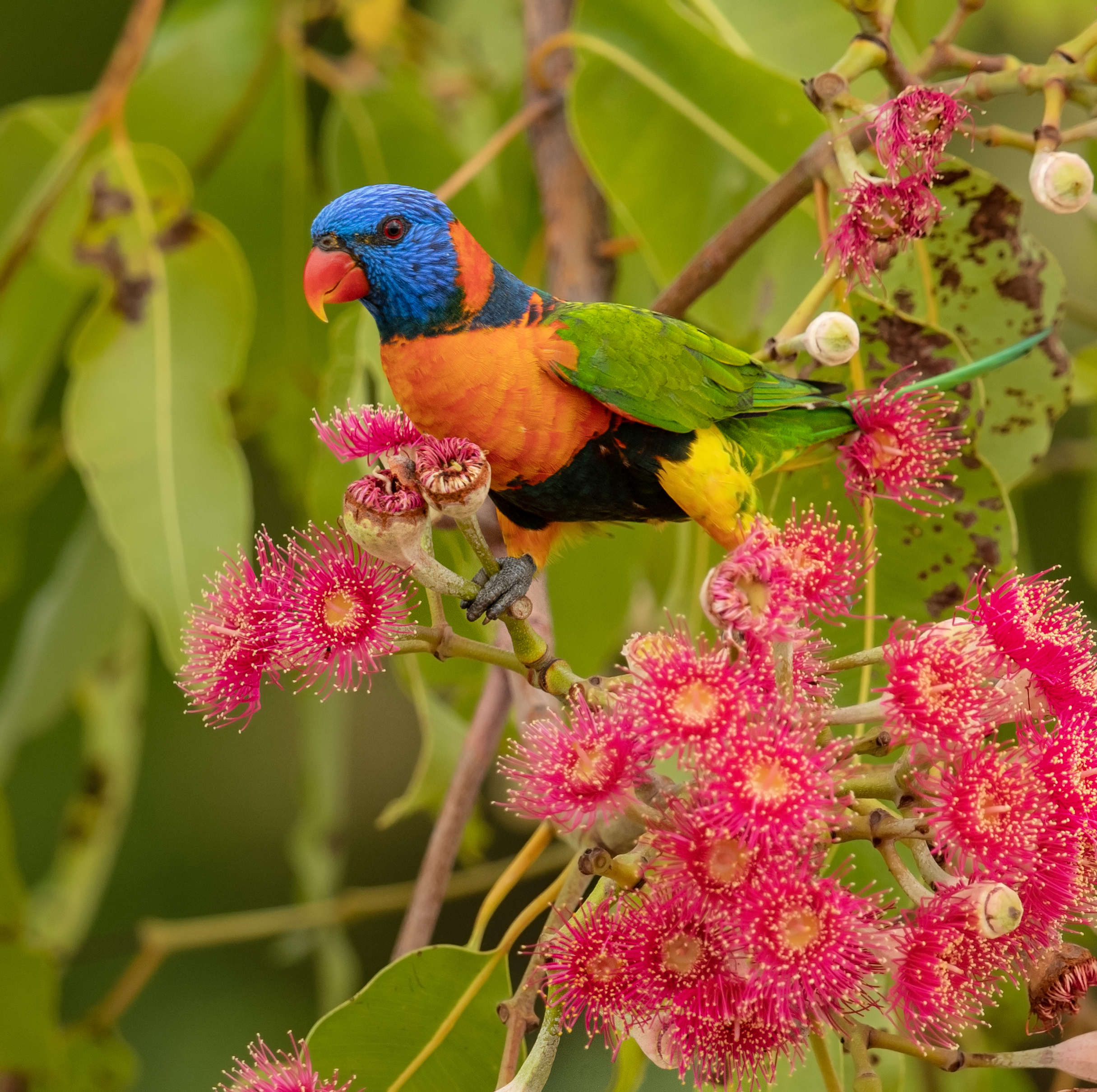

O lóri-de-pescoço-vermelho é encontrado em todo o norte da Austrália, de King Sound, na Austrália Ocidental, ao Golfo de Carpentaria. Vive em bosques, florestas abertas e florestas tropicais, e se adaptou prontamente aos ambientes urbanos, sendo encontrado em vilas e cidades. A espécie é sedentária, mas segue o abastecimento alimentar, como as banksias em flor em abril e maio em Groote Eylandt

## Reprodução
A espécie nidifica em toda a sua extensão, em cavidades em árvores de grande porte, geralmente a alguma distância acima do solo. Uma ou duas ninhadas são colocadas a cada ano entre agosto e janeiro ou março a junho. A embreagem consiste em dois ovos brancos foscos, 23 mm (0.91 in) de largura por 27 mm (1.1 in) longo.

## Alimentação
O lóri-de-pescoço-vermelho se alimenta de flores de lã Darwin ( Eucalyptus miniata ). Às vezes se alimenta na companhia do variado lóri.